# 大崎正次
大崎 正次（おおさき しょうじ、 1912年9月 - 1996年7月23日）は、日本の東洋史学・天文学史家。

## 経歴
1912年9月東京に生まれる。東京文理科大学（現在の筑波大学）史学科（東洋史学）を卒業した。東京大学史料編纂所所員、日本学士院嘱託を経て、東京都立九段高等学校教諭となる。天文学に関しては、中学生の頃から野尻抱影、神田茂に師事し、星に親しんだという 。
『天文方関係史料』では、「天文方代々記」をはじめ重要な天文方資料を多く翻刻している。神田茂編の『日本天文史料』の調査では、広瀬秀雄と共に大崎が重要な貢献をした。また、『近世日本天文史料』は、神田が残した17世紀以降の史料リストの原稿を大崎らが古本屋で偶然入手し整理・増補して出版したものである（同書の序文、および日本天文学会『天文月報』の書評）
。1987年には、中国星座の詳しい研究を『中国星座の歴史』として刊行した。余技として陶芸にも打ちこんだ。1996年（平成8年）7月23日没、享年83歳。

## 著書・編纂書
- 大崎正次（編）『天文方関係史料：神田茂先生喜寿記念』、私家版、1971年[5]。
- 『中国の星座の歴史』雄山閣出版、1987年。
- 大崎正次、他（編）『近世日本天文史料』原書房、1994年。